# Filipiny na Letnich Igrzyskach Olimpijskich 1928
Filipiny na Letnich Igrzyskach Olimpijskich 1928 w Amsterdamie reprezentowało 4 zawodników (wyłącznie mężczyzn). Najmłodszym olimpijczykiem był lekkoatleta Anselmo Gonzaga (22 lata 100 dni) a najstarszym pływak Teófilo Yldefonso (25 lat 269 dni)
Był to drugi start reprezentacji Filipin na letnich igrzyskach olimpijskich.

## Zdobyte medale
| Medal | Zawodnik          | Dyscyplina sportowa | Konkurencja          |
| ----- | ----------------- | ------------------- | -------------------- |
| Brąz  | Teófilo Yldefonso | Pływanie            | 200 m żabką mężczyzn |

### Lekkoatletyka
Mężczyźni
- Anselmo Gonzaga –  100 m (odpadł w eliminacjach), 200 m (odpadł w eliminacjach)
- Simeon Toribio – skok wzwyż (4. miejsce)

### Pływanie
Mężczyźni
- Teófilo Yldefonso – 200 m żabką (3. miejsce)
- Taburan Tamse – 400 m kraulem (odpadł w eliminacjach), 1,500 m kraulem (odpadł w eliminacjach)